# San José de Pocitos
San José de Pocitos ist ein Ort im Departamento Tarija im südlichen Bolivien unmittelbar an der Grenze zu Argentinien.

## Lage im Nahraum
San José de Pocitos (oder kurz: Pocitos) ist der südlichste Stadtteil von Yacuiba und liegt im Municipio Yacuiba in der Provinz Gran Chaco. Pocitos liegt auf einer Höhe von 583 m am östlichen Rand des Anden-Hochgebirges an der Bahnstrecke zwischen den Städten Santa Cruz in Bolivien und Salta in Argentinien. Am Südrand von Pocitos verläuft die Staatsgrenze zu Argentinien, jenseits der Grenze liegt die argentinische Ortschaft Profesor Salvador Mazza, die auch „Pocitos“ genannt wird.

## Geographie
San José de Pocitos hat ein warm-gemäßigtes Klima mit einer Jahresdurchschnittstemperatur von knapp 22 °C, die Monatswerte fallen in den Südwinter-Monaten Juni und Juli bis auf 15 °C (siehe Klimadiagramm Yacuiba) mit warmen Tages- und kühlen Nachttemperaturen und liegen von Oktober bis März zwischen 24 und 26 °C.
Der durchschnittliche Jahresniederschlag beträgt etwas mehr als 1000 mm, die Trockenzeit mit Monatswerten zwischen 5 und 30 mm reicht von Mai bis September, dem steht eine ausgesprochene Regenzeit von Dezember bis März entgegen mit streckenweise mehr als 200 mm Niederschlag in einem Monat.

## Bevölkerung
Die Einwohnerzahl des Stadtteils ist von 3.593 Einwohnern (Volkszählung 1992) auf derzeit etwa 16.000 Einwohner in mehr als 3500 Familien angewachsen.